# 350.org
350.org는 기후위기를 다루는 국제 환경 단체이다. 명시된 목표는 전 세계적인 풀뿌리 운동을 구축하여 화석 연료 사용을 중단하고 재생 가능 에너지로 전환하는 것이다.
이름의 350은 이산화 탄소(CO2) 350 Ppm을 의미하며, 이는 기후 전환점을 피하기 위한 안전한 상한선으로 확인되었다. 350.org가 설립된 해인 2007년 말까지 대기 중 CO2는 이미 이 임계값인 383 Ppm CO2를 초과했다. 2022년 7월 기준으로 농도는 421 Ppm CO2에 도달했으며, 이는 산업화 이전 수준보다 50% 높은 수준이다.
온라인 캠페인, 풀뿌리 조직화, 대규모 대중 행동, 그리고 광범위한 파트너 그룹 및 조직 네트워크와의 협력을 통해 350.org는 188개국 이상에서 수천 명의 자원봉사 조직자들을 동원했다. 이 단체는 미래를 위한 금요일 운동에서 발전한 2019년 9월 글로벌 기후 파업의 많은 조직자 중 하나였다.

## 캠페인
350.org는 지역에서 전 세계적 규모에 이르는 다양한 캠페인을 운영한다.

### 화석 연료 투자 철회 운동
"화석 연료로부터 자유"라고도 불리는 화석 연료 투자 철회 운동은 다른 사회 운동, 특히 아파르트헤이트에 반대하는 남아프리카 공화국 투자 철회 성공 캠페인에서 활동가 전술을 차용했다. 2012년 시작부터 2021년 10월까지 US$40조 4300억이 넘는 운용 자산을 가진 1,500개 이상의 기관이 화석연료 투자를 철회하기로 약속했다.
350.org는 이 캠페인의 배후에 있는 추론이 간단하다고 설명한다: "기후를 망치는 것이 잘못이라면, 그 잔해로 이익을 얻는 것도 잘못이다." 350.org는 다음과 같이 자신들의 요구를 명시한다: "우리는 기관들이 화석 연료 회사에 대한 새로운 투자를 즉시 동결하고, 직접적인 소유권과 화석 연료 공공 주식 및 회사 채권을 포함하는 혼합 펀드로부터 투자를 철회하기를 원한다."
이 캠페인은 미국 전역의 대학들에서 시작하여 뉴욕시, 주요 일본 은행, 개발 은행, 종교 기관 등 다른 종류의 공공 및 민간 기관으로 확대되었다. 투자 철회 캠페인은 전 세계적으로 활발하게 성장하고 있다. 2013년부터 2020년까지 호주 회원들은 전국적으로 기관의 투자 철회를 옹호하는 지역 그룹 네트워크를 구축했다.

### 키스톤 XL 송유관
350.org는 키스톤 XL 송유관을 당시 대통령이었던 버락 오바마의 유산뿐만 아니라 환경 운동에 있어서 중요한 문제이자 전환점으로 꼽았다. 미국 항공우주국 기후학자 제임스 핸슨은 키스톤 XL 송유관을 지구의 "게임 오버"라고 표현하며 캐나다 오일샌드에 저장된 탄소의 양을 "지구상에서 가장 큰 탄소 폭탄의 도화선"이라고 불렀다.
350.org는 1,200만 명 이상의 사람들에게 식수를 공급하는 텍사스 카리조-윌콕스 대수층 근처를 지나는 제안된 송유관 경로를 따라 발생하는 기름 유출을 송유관 건설을 거부하는 중요한 이유 중 하나로 꼽았다. 그들은 또한 이 송유관이 북아메리카 서부에서 가장 큰 대수층으로, 수백만 명의 사람들과 농업 사업에 식수 및 관개를 공급하는 오갈랄라 대수층에도 위험을 초래할 수 있다고 주장했다.
350.org는 키스톤 XL이 건설 기간 동안 수천 개의 임시 일자리만 창출할 것이라고 주장하며 송유관 지지자들이 내세운 경제적 주장에 반대했다. 국무부는 궁극적으로 송유관이 35개의 영구 일자리를 창출할 것으로 추정했다. 또한, 천연자원보호협회 (NRDC)는 키스톤 XL 송유관이 석유 산업 지지자들이 주장한 것처럼 유가를 낮추는 대신 높일 것이라고 말했다. NRDC의 연구는 또한 송유관이 캐나다에서 텍사스로 타르 샌드를 운반하여 글로벌 시장으로 수출하기 때문에 송유관이 에너지 독립으로 이어질 것이라는 주장을 반박했다.
부분적으로 350.org 및 기타 조직의 노력 덕분에 오바마 대통령은 2015년 11월 6일 키스톤 XL 건설을 공식적으로 거부했다. 이는 7년간의 송유관 검토가 끝났음을 의미했다. 결정에 대해 빌 매키벤은 "오바마 대통령은 기후에 미치는 영향 때문에 프로젝트를 거부한 최초의 세계 지도자이다. 이는 그에게 환경 지도자로서 새로운 위상을 부여하며, 모든 종류의 사람들이 이 싸움에 투자한 5년과 수백만 시간의 노력을 웅변적으로 확인시켜 준다"고 말했다.
이에 대응하여 TC 에너지 지지자는 NAFTA 11장에 따라 150억 달러 규모의 소송을 제기했다.
2017년 1월 24일, 도널드 트럼프 대통령은 송유관 완공을 허용하는 조치를 취했고, 이에 따라 TC 에너지는 NAFTA 11장 소송을 중단했다.
2018년 1월 18일, 트랜스캐나다 파이프라인(현 TC 파이프라인즈)은 20년 동안 하루 희석 역청 500,000 배럴 (79,000 m3)을 운송하기 위한 유류 회사들의 약속을 확보하여 프로젝트의 경제적 타당성 기준을 충족했다고 발표했다.
2021년 1월 20일, 조 바이든 대통령은 취임 첫날 송유관 허가를 철회했다. 2021년 6월 9일, TC 에너지에 의해 프로젝트가 포기되었다. 프로젝트 포기 보도에서 월스트리트 저널은 프로젝트 실패에서 350.org의 역할을 강조했다.

### 마운틴 밸리 송유관
2024년 1월 31일, 350.org와 국제 다종교 단체인 그린페이스는 샬럿에 모여 마운틴 밸리 송유관에 반대했다. 이 송유관은 "웨스트버지니아주에서 사우스버지니아주까지 300 마일 (480 km) 이상" 휘발유와 메탄을 운송할 예정이었으며, 송유관의 31-마일 (50 km) 사우스게이트 연장선도 포함되었다.

### 화석 연료 금지
전 세계 여러 지역의 지역 캠페인들은 화석 연료 생산을 제한하거나 금지하는 법률을 통과시켰다. 여기에는 브라질의 수압파쇄법에 대한 410개의 지방 자치 단체 금지령과 산타카타리나주와 파라나주의 두 개 주 금지령이 포함된다.

### 국제 기후 행동의 날

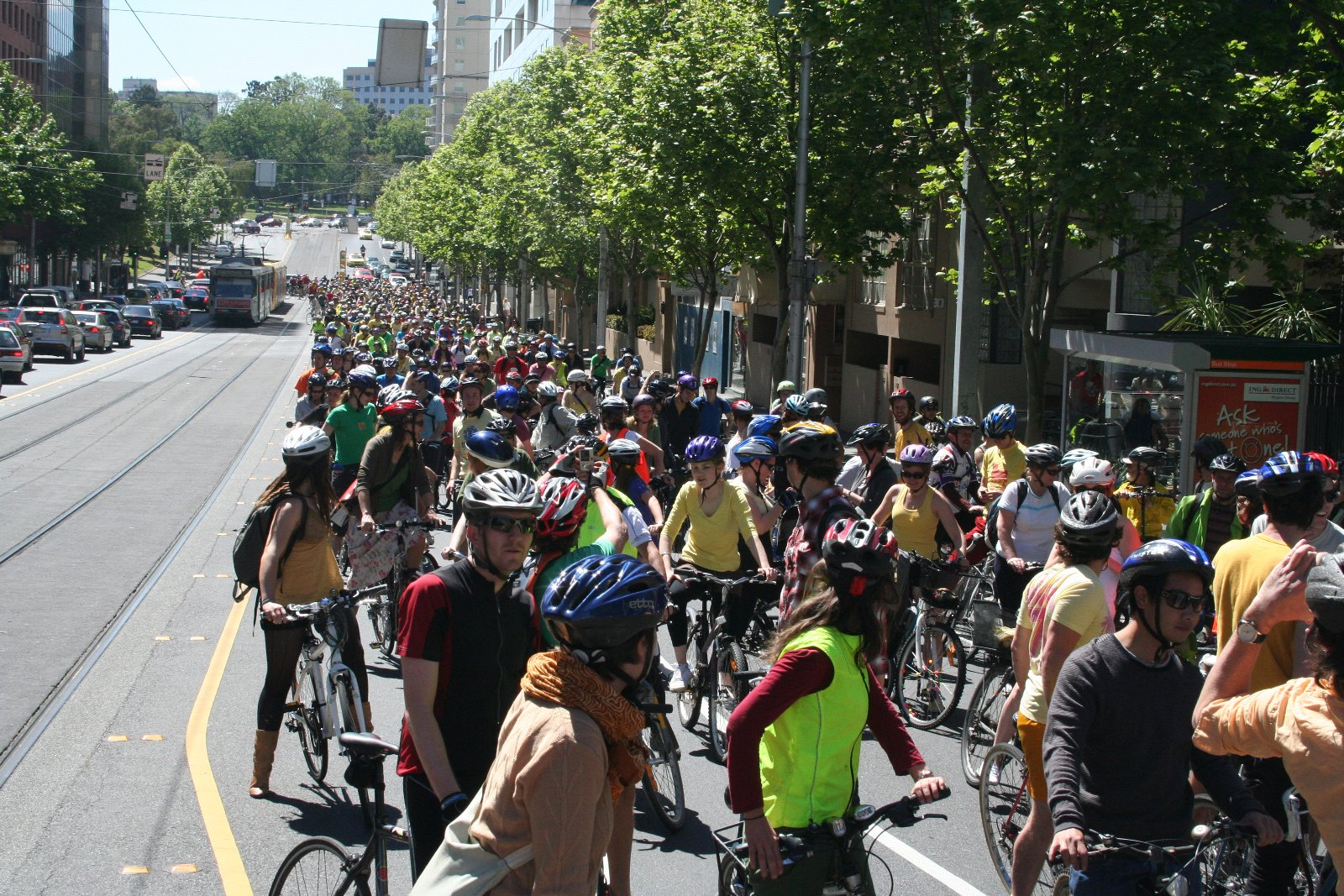
2009년 10월 24일, 멜버른에서 350 기후 시위를 위해 수천 명의 자전거 운전자들이 모였다

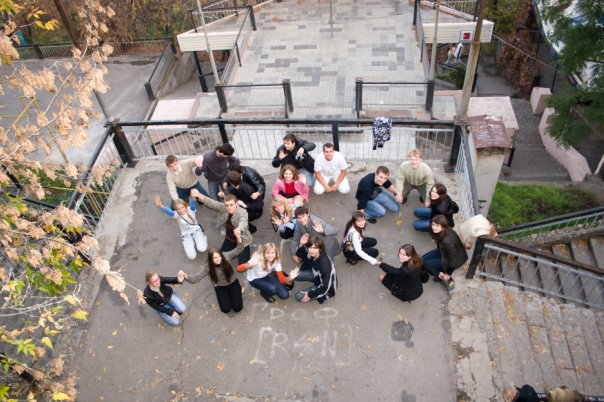
국제 기후 행동의 날. 2009년 10월 24일, 러시아 로스토프주 타간로크

2009년 10월 24일 "국제 기후 행동의 날"은 350.org가 12월 2009년 기후변화에 관한 유엔 기본 협약 회의에 참석하는 대표단에게 영향을 미치기 위해 조직되었다. 이것은 과학적 데이터 포인트를 중심으로 조직된 최초의 전 세계 캠페인이었다. 350.org가 조직한 행동에는 거대한 "350" 숫자 묘사, 걷기, 행진, 집회, 티치인, 자전거 타기, 노래 부르기 대회, 탄소 없는 저녁 식사, 에너지 절약을 위한 주택 개조, 나무 심기, 그레이트배리어리프에서의 대규모 다이빙, 태양열 조리기 베이크아웃, 교회 종 울리기, 수중 내각 회의 (몰디브), 운동선수들에게 암밴드 배포 등이 있었다. 이 단체는 그 토요일에 181개국에서 5,245건의 행동을 보고하며 세계에서 "가장 광범위한 정치 행동의 날"을 조직했다고 보고했다.

### 글로벌 워크 파티

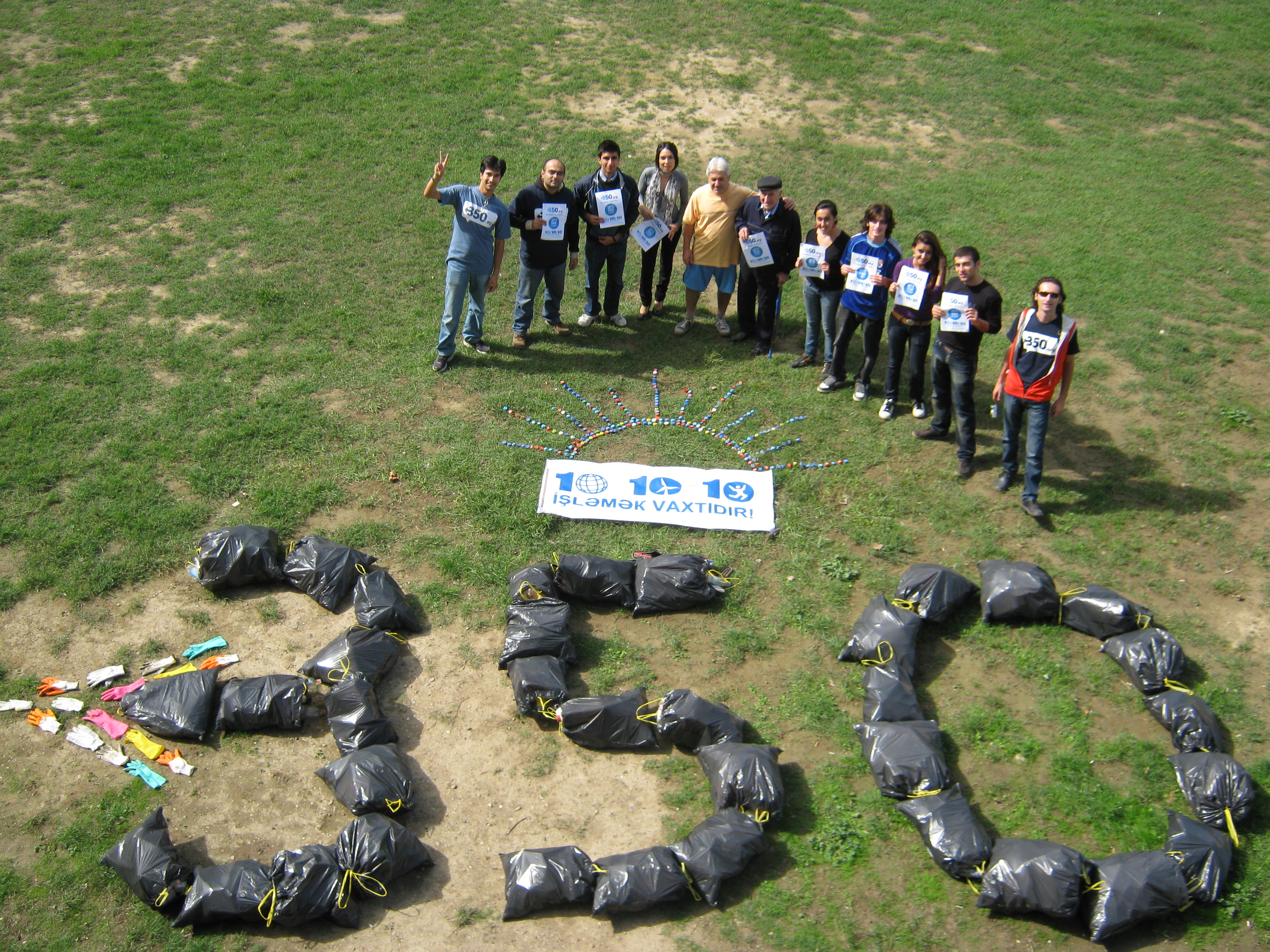
10.10.10.
아제르바이잔 바쿠의 350.org

2009년 국제 기후 행동의 날의 후속 조치로 350.org와 10:10 기후 캠페인은 2010년 10월 10일에 개최된 또 다른 글로벌 행동의 날을 조직하기 위해 힘을 합쳤다. 2010년 캠페인은 기후 변화에 맞서 싸우기 위해 지역적으로 취할 수 있는 구체적인 행동에 중점을 두었다. 나무 심기에서 태양 전지판 설치, 대규모 전력 서비스 공급자 전환 파티에 이르기까지 전 세계 거의 모든 국가에서 행동이 일어났다.

### 점을 연결하라
이 단체의 노력은 2012년에도 계속되어 기후변화와 기상이변 사이의 연관성에 주의를 환기시키기 위한 "점을 연결하라"는 슬로건 아래 5월 5일 전 세계적인 일련의 집회가 계획되었다. 350.org 웹사이트에 따르면, 이 날은 "기후 영향의 날"이라고 불린다.

### 글로벌 파워 시프트
글로벌 파워 시프트의 1단계는 2013년 6월 터키 이스탄불에서 135개국에서 온 약 500명의 기후 조직자들이 모이는 자리였다. 명시된 목표에는 운동 조직 기술 공유 및 개발, 터키에서 열린 시작 행사를 바탕으로 국내 파워 시프트 행사 조직을 위한 기존 계획 구축, 정치적 정렬 및 명확한 변화 이론 구축, 다양한 국가의 경험 공유, 도전 과제 극복 전략 수립, 지역 및 국제 협력 및 협업 강화를 위한 관계 구축 등이 포함된다. 글로벌 파워 시프트의 2단계는 2013년 6월 터키에 있었던 조직자들이 배운 것을 본국으로 가져와 정상 회담, 행사 및 동원을 조직하는 것을 포함한다.

### 여름 열기
350.org는 2013년 여름에 미국 전역에서 대규모 동원 물결인 서머 히트 캠페인을 시작했다. 서머 히트 행동은 캘리포니아주 리치먼드, 워싱턴주 밴쿠버, 유타주 그린리버, 뉴멕시코주 앨버커키, 텍사스주 휴스턴, 세인트 이그나스, 미시간, 오하이오주 워렌, 워싱턴 D.C., 메릴랜드주 캠프 데이비드, 매사추세츠주 서머셋, 메인주 세바고 호수 등 11개 지역에서 열렸다. 참가자에는 풀뿌리 조직자, 노동조합, 농민, 목장주, 환경 정의 단체 등이 포함되었다. 서머 히트 캠페인에 사용된 슬로건은 "온도가 오를수록 우리도 상승한다"였다.

### 인민 기후 행진
350.org는 2014년 9월 21일에 열린 인민 기후 행진을 조직하는 데 도움을 주었다. 전 세계에서 2,000건의 행사가 열렸다.

### 글로벌 기후 파업
350.org는 2019년 9월 20일부터 27일까지 진행된 글로벌 기후 파업의 주요 조직자 중 하나였다. 150개국 이상에서 파업 행동이 계획되었다. NGO, 노동조합 및 사회 운동의 광범위한 연합이 주도한 이 파업은 미래를 위한 금요일 운동의 학교 파업에서 영감을 받았다. 또한 디지털 기후 파업도 지원되며, 이는 물리적 동원 보도를 리디렉션하여 웹사이트를 폐쇄하거나 '친환경'으로 전환하도록 요구한다.
글로벌 기후 파업의 목표는 긴급한 기후위기에 대한 관심을 끌고 정치, 언론 및 화석 연료 산업에 압력을 가하는 것이었다. 이 파업은 영구적인 집단 동원의 서곡으로 의도되었다.
185개국에서 760만 명 이상이 대규모 동원 행사에 참여하여 글로벌 기후 파업을 역사상 가장 큰 기후 동원으로 만들었다.

### 기타 활동
특별 행사 외에도 350.org는 메시지를 홍보하기 위해 지속적으로 활동을 조직한다. 이러한 활동에는 생체 탄소 격리를 위한 나무 심기(각각 350그루), "350"이라는 용어를 홍보하고, 주요 신문에 탄소 목표 수준을 350 ppm으로 낮추라고 요구하는 광고 게재, 기후 변화 문제에 대한 여론 조사, 청소년 지도자 교육, 탄소 목표 문제에 대한 정부 로비, 그리고 .eco 최상위 도메인 또는 "tld"를 설립하기 위한 캠페인 참여 등이 있다. 2009년 12월, 이 단체는 미국 환경보호청에 청정대기법을 사용하여 온실가스에 대한 국가적 제한을 설정할 것을 청원하며, 대기 중 이산화탄소 농도를 350 Ppm으로 제한할 것을 요구했다. 이 단체는 알래스카주 멘덴홀 빙하의 최근 후퇴를 보여주는 타임랩스 비디오를 제작 및 배포하여 기후 온난화의 영향을 시각적으로 생생하게 묘사했다.

### 도 더 매스 영화
도 더 매스 영화는 기후 위기의 무시무시한 수학을 바꾸고 화석 연료 산업에 도전하기 위한 성장하는 운동에 대한 42분짜리 다큐멘터리 영화이다. 이 수학은 다음 세 가지 숫자를 중심으로 전개된다. 지구 온난화를 섭씨 2도 이하로 유지하려면 이산화탄소를 565 기가톤만 더 배출할 수 있으며, 이는 화석 연료 기업의 확인된 매장량에 포함된 2,795기가톤과 대비된다. 이 온난화 증가는 2009년 코펜하겐 합의에서 한계로 합의되었다. 미국 항공우주국 과학자 제임스 핸슨은 "2도의 온난화는 실제로는 장기적인 재앙에 대한 처방이다"라고 말한다.

### "하나의 섬에서 다른 섬으로: 상승" 시
"하나의 섬에서 다른 섬으로: 상승"은 해수면 상승의 영향을 보여주고 기후 위기가 국경을 넘나드는 방식을 보여주는 시이자 비디오 프로젝트이다. 이 시는 마셜 제도 출신의 캐시 젯닐-키지너와 그린란드 출신의 아카 니비아나라는 두 섬 주민이 썼다. 그들은 시를 통해 녹아내리는 빙하와 해수면 상승이라는 현실 사이의 연관성을 그린다.
350.org 설립자 빌 매키벤은 "기후 변화 과학은 논란의 여지가 없다. 그러나 과학만으로는 변화를 만들 수 없다. 논리와 이성을 중시하는 뇌의 반구에만 호소하기 때문이다. 우리는 또한 감정, 직관, 불꽃의 존재이기도 하다. 아마도 그래서 우리는 더 많은 시 탐험을 시작하고, 죽어가는 산호초에 더 많은 음악가들을 배치하고, 소설가들이 산불의 혀처럼 핥는 뜨거운 열기를 느낄 수 있도록 해야 할 것이다."라고 썼다.
"상승"은 2018년에 만들어졌다. "상승" 영화 프로젝트 팀에는 사진작가 겸 포토저널리스트 댄 린, 프리랜서 영화 제작자 닉 스톤, 시각 스토리텔러 롭 라우, 영화 제작자 오즈 고가 포함되었다.

## 기원

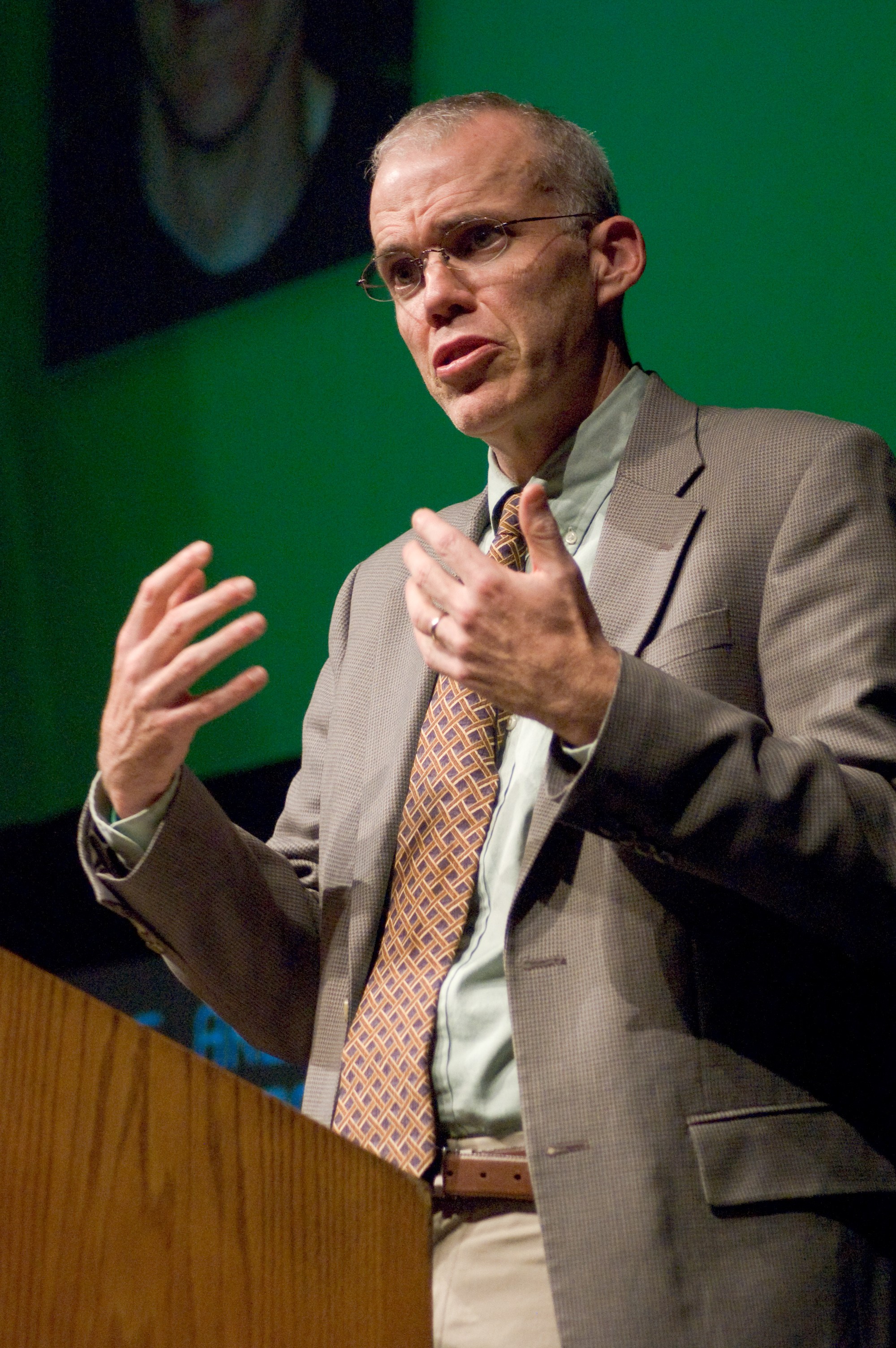
2008년 로체스터 공과대학교에서 연설하는 350.org 설립자 빌 매키벤

350.org는 미국의 환경 운동가 빌 매키벤과 버몬트주 미들베리 대학의 학생들이 설립했다. 그들의 2007년 "스텝 잇 업" 캠페인은 미국 전역의 유명한 장소에서 1,400개의 시위를 포함했다. 매키벤은 이 활동들이 힐러리 클린턴과 버락 오바마가 2008년 미국 대통령 선거 기간 동안 그들의 에너지 정책을 바꾸게 했다고 평가한다. 2008년부터 350.org는 "스텝 잇 업" 캠페인을 바탕으로 이를 국제적인 조직으로 발전시켰다.
매키벤은 일반 대중을 위한 지구 온난화에 대한 최초의 책 중 하나를 쓴 미국의 환경 운동가이자 작가이며, 기후 변화, 대체 에너지 및 더 많은 지역 경제의 필요성에 대해 자주 글을 쓴다. 2022년 현재, 매키벤은 350.org의 선임 고문이며 메이 보브는 전무이사이다.
유엔의 "최고 기후 과학자"이자 기후변화에 관한 정부간 협의체 (IPCC)의 수장인 라젠드라 파차우리는 다른 이들과 마찬가지로 대기 중 이산화탄소 농도를 350 Ppm으로 줄이는 것을 지지하고 있다. 매키벤은 파차우리가 350 Ppm 목표를 수용한 소식을 "놀랍다"고 표현했다. 일부 언론은 파차우리의 350 Ppm 목표 지지가 350.org의 활동에 대한 승리였다고 보도했다.
이 조직은 매키벤이 2009년 8월 17일 콜베어 르포 텔레비전 쇼에 출연한 후 명성을 얻었다. 매키벤은 강연회와 로스앤젤레스 타임스 및 가디언과 같은 주요 신문 및 언론에 기사를 써서 조직을 홍보한다. 2012년에 이 조직은 행동 변화 부문 카테르바 상을 수상했다.

## 350의 과학
NASA 기후 과학자 제임스 핸슨은 350 Ppm 이상의 대기 중 CO2 농도는 안전하지 않다고 주장했다. 핸슨은 2009년에 "만약 인류가 문명이 발달하고 지구상의 생명체가 적응한 것과 유사한 행성을 보존하기를 원한다면, 고기후학적 증거와 현재 진행 중인 기후 변화는 CO2를 현재의 400 Ppm에서 최대 350 Ppm으로, 그러나 아마도 그보다 더 낮게 줄여야 할 것임을 시사한다."라고 주장했다. 핸슨은 원자력이 대기 중 CO2를 낮추는 실행 가능한 해결책이라고 언급했으며, 이는 350.org의 입장과는 다르다. 주요 온실 기체인 이산화탄소는 2013년에 전년 대비 2.6 Ppm 증가하여 396 Ppm에 도달했다(연간 전지구 평균). 2013년 5월, 하와이 마우나로아산 정상 부근에서 CO2를 측정하는 두 개의 독립적인 과학자 팀은 대기 중 이산화탄소 양이 400 Ppm을 초과했으며, 이는 지구 역사상 300만 년 이상 만에 처음일 가능성이 높다고 기록했다. 2019년 5월에는 415 Ppm을 넘어섰으며 그 양은 계속 증가하고 있다.
2009년 코펜하겐 합의에서 전 세계 온도 상승 한도는 2 °C (3.6 °F)로 합의되었다. 2015년 파리 협정에서는 1.5 °C의 온난화가 한도로 도입되었는데, 이는 특히 기후에 취약한 지역의 경우 2 °C와 1.5 °C 사이의 영향에서 상당한 차이를 반영한다. 이는 기후변화에 관한 정부간 협의체의 2018년 보고서에서 재확인되었으며, 세계 유수의 과학자들은 온난화를 1.5 °C로 제한하기 위한 조치를 촉구했다. 2 °C 증가 이하로 유지하기 위해 과학자들은 인류가 대기 중으로 약 565기가톤의 이산화탄소를 더 배출할 수 있다고 추정했다.
화석 연료 회사들은 이미 확인된 석탄, 석유 및 가스 매장량에 약 2,795기가톤의 탄소를 보유하고 있으며, 이는 그들이 현재 태울 계획인 화석 연료의 양이다. 2,795기가톤은 지구 온도를 2 °C 증가 이하로 유지하는 데 필요한 565기가톤의 한도를 5배 초과하며, 이는 최신 과학에 따르면 이미 안전하지 않은 수준이다.

## 회원 자격
350.org는 전 세계 300개 조직과 동맹을 맺고 있다고 주장한다. 데즈먼드 투투 대주교, 알렉스 스테픈, 비앙카 재거, 데이비드 스즈키, 그리고 콜린 비반을 포함하여 많은 저명한 인사들이 이 조직 또는 운동 확산 목표와 공개적으로 동맹을 맺었다.
1Sky는 2011년에 350.org와 합병했다.

## 같이 보기
- 2010년 유엔 기후 변화 회의
- 대기 오염 감소 노력
- 기후변화 완화
- 미국의 기후변화 정책
- 기후 현실 프로젝트
- 보존 (윤리)
- 비정부 기구 비판
- 환경 운동
- 기후변화에 대한 개인 및 정치적 행동
- 환경 문제 목록
- 비정부 기구화
- 지구 온난화의 정치학
- 스턴 보고서